# Hrvatsko-meksički odnosi
|         |                    |
| Meksiko | Republika Hrvatska |

Hrvatsko-meksički odnosi odnose se na bilateralne međunarodne odnose između Hrvatske i Meksika. Službeno su započeli 6. prosinca 1992. godine. Hrvatska nema veleposlanstvo u Meksiku niti Meksiko veleposlanstvo u Hrvatskoj. Hrvatsko veleposlanstvo u Washingtonu u SAD-u zaduženo je i za Meksiko, a meksičko veleposlanstvo u Budimpešti zaduženo je i za Hrvatsku. Hrvatska ima počasni konzulat u Ciudad de Méxicu, a Meksiko ima počasnoga konzula u Splitu.

## Politika
Hrvatska i Meksiko potpisali su sporazum o ukidanju viza za nositelje hrvatskih diplomatskih i službenih putovnica i nositelje meksičkih diplomatskih i službenih putovnica, a za ostale građane potrebna je viza. Dvije države potpisale su ugovor o suradnji u području obrazovanja, kulture i športa. Ministrica vanjskih poslova Meksika, Patricia Espinosa Cantellano bila je u službenom posjetu Hrvatskoj 2008. godine i to je bio prvi posjet na ministarskoj razini s Meksikom uopće još od uspostave diplomatskih odnosa i neovisnosti Hrvatske. Bilateralna trgovina između Hrvatske i Meksika iznosila je 43 milijuna američkih dolara u 2014. Godine 2012. Hrvatska izvozi u Meksiko robe u vrijednosti 24,6 milijuna $ i uvezla iz Meksika robe u vrijednosti od 26,1 milijuna $.

## Emigracija
Postoji manja iseljenička zajednica Hrvata u Meksiku, najviše u glavnom gradu i okolici. Korčulanin Vinko Paletin, kao mornar i vojnik pridružuje se ekspediciji Španjolca Francisca de Monteje mlađeg na poluotoku Yucatanu. Kao član Meksičke dominikanske provincije sv. Jakova u samostanu sv. Dominika u Meksiku pripremao se za svećenika te se krajem ljeta 1546. vraća u Europu.
Ferdinand Konščak kao isusovački misionar u 18. stoljeću, postao je jedan od najslavnijih istraživača meksičkoga poluotoka Kalifornije, koji je dokazao da je Kalifornija poluotok. Bio je ugledni matematičar, astronom, prirodoslovac, geolog, graditelj putova i nasipa te nadzornik svih isusovačkih redukcija u Meksiku, a njegovo ime nosi otočić "Consag Rocks" (njegovo meksičko ime je bilo Fernando Consag) na sjeveru Kalifornijskog zaljeva.
Isusovac Ivan Ratkaj došao je kao misionar u Meksiko 1680., u pokrajinu Tarahumari (Chihuahua). Napisao je tri izvješća o putovanjima u misije, kraju, životu, naravi i običajima starosjedilaca. To su najstariji opisi tih krajeva, s mnoštvom pojedinosti. Uz treći putopis priložio je kartu pokrajine Tarahumare s označenim geografskim širinama i dužinama, označenim stranama svijeta, ucrtanim misijskim postajama i španjolskim utvrdama, obitavalištima pokrajinskih indijanskih plemena te površno prikazanim rijekama i planinama. To je ujedno i jedan od prvih kartografskih radova hrvatskih autora, te najstarija karta te meksičke pokrajine. Karta pokrajine Tarahumare izrađena je 1683. kao crtež na papiru. Izvornik se čuva u središnjem isusovačkom arhivu u Rimu, a umanjenu kopiju objavio je E. J. Burrus u La obra cartográfica de la Provincia Mexicana de la Compañía de Jesús, 1567-1967, Madrid 1967., P. II. carta Nr. 16.
U Hrvatskoj je popularna meksička kuhinja, meksička glazba (marijači) i meksičke telenovele.

## Zanimljivosti
- "Los Caballeros" prvi je hrvatski sastav koji izvodi tradicionalnu meksičku glazbu. Uspješno su sudjelovali 2000. godine na 7. međunarodnom Mariachi i Charrería susretu u Guadalajari u Meksiku.
- Meksički otočić "Consag Rocks" nosi naziv po Ferdinandu Konščaku.